# Глиниця (річка, Словаччина)
Глиниця (словац. Hlinica) — річка; права притока Горнаду, протікає в окрузі Списька Нова Весь.
Довжина приблизно 5.5 км. Витік знаходиться в масиві Списько-Гемерський карст — схил гори Матка-Божа — на висоті приблизно 690—695 метрів.
Протікає територією сіл Сміжани і міста Списька Нова Весь.[неавторитетне джерело]Впадає в Горнад на висоті приблизно 445 метрів.